# Зігфрід Шолтисик
Зігфрід Людвік Шолтисик (пол. Zygfryd Ludwik Szołtysik, нар. 24 жовтня 1942) — польський футболіст, що грав на позиції півзахисника.
Виступав, зокрема, за клуби «Гурник» (Забже) та «Валансьєнн», а також національну збірну Польщі.

## Клубна кар'єра
Вихованець школи нижчолігового футбольного клубу «Зрив» (Хожув). У команді провів п'ять сезонів до 1961 року
Своєю грою за цю команду привернув увагу представників тренерського штабу клубу «Гурник» (Забже), до складу якого приєднався 1962 року. Відіграв за команду з міста Забже наступні дванадцять сезонів своєї ігрової кар'єри. Більшість часу, проведеного у складі «Гурника», був основним гравцем команди, є одним із найкращих бомбардирів клубу за його історію (124 голи за клуб, із них 97 у найвищому дивізіоні польського футболу). За час виступів у команді став семикратним чемпіоном Польщі з футболу (із них п'ять раз — із 1963 по 1967 роки — поспіль), шестиразовим володарем Кубка Польщі з футболу (із них п'ять раз поспіль — із 1968 по 1972 роки), разом із командою дійшов до фіналу Кубка володарів кубків УЄФА 1969–1970.
Протягом 1974–1975 років захищав кольори команди клубу «Валансьєнн».
1975 року повернувся до клубу «Гурник» (Забже). Цього разу провів у складі його команди три сезони. Граючи у складі «Гурника» також здебільшого виходив на поле в основному складі команди.
У 1978 році виступав за нижчоліговий канадський клуб Фолконз (Торонто).
Продовжив професійну ігрову кар'єру у клубі «Конкордія» (Кнуров), за команду якого виступав протягом 1979–1983 років.
Після закінчення виступів на Батьківщині виїхав до Німеччини, де виступав за нижчолігові клуби «Айнтрахт» (Гамм) та СФА"Бокум-Гефель". Закінчив кар'єру гравця у 1990 році.

## Виступи за збірну
1963 року дебютував в офіційних матчах у складі національної збірної Польщі. Протягом кар'єри у національній команді, яка тривала 10 років, провів у формі головної команди країни 46 матчів, забивши 10 голів.
У складі збірної був учасником Олімпійських ігор 1972 року, на яких став у складі збірної олімпійським чемпіоном.

## Титули і досягнення
- Олімпійський чемпіон: 1972
- Чемпіон Польщі (7):

«Гурник»: 1962/63, 1963/64, 1964/65, 1965/66, 1966/67, 1970/71, 1971/72
- Володар Кубка Польщі (6):

«Гурник»: 1964/65, 1967/68, 1968/69, 1969/70, 1970/71, 1971/72